# VELOCITY 12
VELOCITY 12（ヴェロシティー12、略称:V12）は、アメリカ合衆国のマーケティング・コミュニケーション会社であるオグルヴィ・アンド・メイザーが2016年に提唱した、世界経済を牽引する南アジアを中心とする新たな12の成長市場である。

## 概要
V12の構成国は、2015年から2025年までの10年間で中間層の人口が拡大することが予想される南アジアを中心とする、上位12か国で構成される。具体的にはインド、パキスタン、バングラデシュ、ミャンマー、ベトナム、インドネシア、フィリピン、中国、エジプト、ナイジェリア、メキシコ、ブラジルが挙げられた。
この報告書で用いられた基準は、伝統的な経済学者や金融機関が発表する経済指数を発展させたもので、中流層の成長を捉える際、資産ではなく購買力平価（PPP）による収入に着目し、各市場を成長や変化の「速度」をベースにして評価している。女性の社会進出や都市について着目している点が、これまでの他の分類法と異なる。